# Jarosław Kaczyński
Jarosław Aleksander Kaczyński (Varsòvia, 18 de juny de 1949) és un jurista i polític conservador polonès. Era bessó idèntic de Lech Kaczyński, que era el president de Polònia quan ell era primer ministre, entre juliol de 2006 i novembre de 2007.

## Biografia
Va passar a ser el cap de l'oposició en les eleccions de 2007.
Per tal de guanyar-se els votants moderats, en lloc de presentar-se com a candidat del Dret i Justícia (PiS) a president o primer ministre, Jarosław Kaczyński va presentar membres més moderats del PiS a les eleccions presidencials i parlamentàries del 2015. Andrzej Duda es va presentar com a candidat presidencial del PiS, mentre que Beata Szydło va ser la seva candidata a primera ministra.